# Jano Vermaak

a Compétitions nationales et continentales officielles uniquement.

b Matchs officiels uniquement.
Dernière mise à jour le 9 septembre 2019.
Jano Vermaak, né le 1er janvier 1985 à Graaff-Reinet (Afrique du Sud), est un joueur sud-africain de rugby à XV jouant au poste de demi de mêlée.

## Biographie
En juin 2007, Jano Vermaak remporte la Coupe des nations avec les Emerging Springboks, réserve de l'équipe nationale sud-africaine. En octobre suivant, il joue la finale de la Currie Cup avec les Golden Lions face aux Free State Cheetahs, double champion en titre. Il marque un essai dans la rencontre, mais les siens sont battus en toute fin de match et s'inclinent 20 à 18,.
Jano Vermaak connaît sa première sélection en équipe d'Afrique du Sud le 8 juin 2013 contre l'équipe d'Italie. Le 17 juin 2013, il signe un contrat de deux ans avec le Stade toulousain. Il fait partie des Springboks sélectionnés pour le Rugby Championship en compagnie de ses coéquipiers du Stade toulousain Gurthrö Steenkamp et Chiliboy Ralepelle. Il obtient sa deuxième sélection contre l'équipe d'Australie en entrant en seconde mi-temps. Le 26 octobre 2013, il marque l'essai de la victoire contre le RC Toulon lors de la courte victoire 13 à 12 des Toulousains.
En 2017, il est appelé par Allister Coetzee pour disputer le Rugby Championship 2017 en remplacement de Ross Cronjé, blessé à la cheville droite.